# Orchestra Nazionale del Belgio
L'Orchestra Nazionale del Belgio (NOB, in olandese Nationaal Orkest van België, in francese Orchestre National de Belgique) è un'orchestra belga con sede a Bruxelles. La sua principale sede di concerti è il Brussels Centre for Fine Arts. L'orchestra dà anche concerti al di fuori di Bruxelles in città come Sankt-Vith e Hasselt.
L'orchestra è stata fondata nel 1931 da Désiré Defauw come Orchestra sinfonica di Bruxelles e successivamente riorganizzata nel 1936 nella sua forma attuale. Con sede presso il Centre for Fine Arts di Bruxelles e sovvenzionata dal governo belga, la NOB esegue 70 concerti ogni stagione in Belgio e all'estero, impiegando 96 musicisti. È specializzata nella musica dei secoli XIX e XX e in colonne sonore di film. Nel 2003 i concorrenti della competizione finale del Queen Elisabeth Music Competition furono accompagnati dall'orchestra, sotto la direzione di Gilbert Varga.
Prima della nomina nel 1958 di André Cluytens come direttore musicale e direttore permanente, la NOB ha lavorato con diversi direttori d'orchestra, tra cui Désiré Defauw, Karl Böhm, Erich Kleiber e Pierre Monteux. A febbraio del 2016 la NOB ha annunciato la nomina di Hugh Wolff come prossimo direttore musicale, a valere dalla stagione 2017-2018.

## Direttori musicali e direttori d'orchestra principali
- André Cluytens (1958-1967)
- Michael Gielen (1969-1971)
- André Vandernoot (1974-1985)
- Georges Octors (1985-1989)
- Mendi Rodan (1983-1989)
- Ronald Zollman (1989-1993)
- Yuri Simonov (1994-2002)
- Mikko Franck (2002-2007)
- Walter Weller (2007-2012)
- Andrey Boreyko (2012-2017)
- Hugh Wolff (2017-oggi)